# Trust (Keyshia Cole & Monica dal)
A Trust Keyshia Cole és Monica amerikai énekesnők duettje. Eredetileg Keyshia dala volt, mely második, Just Like You című albuma iTunes-bónuszszáma volt (2007). 2008-ban vették fel a duettváltozatot Monicával, ez a változat Keyshia A Different Me című, harmadik stúdióalbumának harmadik kislemezeként jelent meg 2009-ben. A dal Monica tizenhatodik dala lett, ami felkerült az amerikai Billboard Hot 100 slágerlistára, és egyhuzamban a tizenegyedik top 10 dala a Hot R&B/Hip-Hop Songs listán. Ez Keyshia legsikeresebb kislemeze az albumról.
A dalt később feldolgozta a francia Burn Down rockegyüttes.
A dal videóklipjét 2009. május 4-én mutatták be, és a 15. helyre került a BET Notarized: Top 100 Videos of 2009 listáján, valamint első a BET's 106 & Park: BET's Top 10 Live listáján.

## Helyezések
| Slágerlista (2009)                  | Legmagasabb helyezés |
| ----------------------------------- | -------------------- |
| USA Billboard Hot 100               | 70                   |
| USA Billboard Hot R&B/Hip-Hop Songs | 5                    |